# Restaurant Gordon Ramsay
Restaurant Gordon Ramsay, ook bekend als Gordon Ramsay at Royal Hospital Road, is een restaurant met drie Michelin-sterren dat eigendom is van en wordt beheerd door Gordon Ramsay, gelegen aan Royal Hospital Road, Londen. Het opende in 1998 en was het eerste solo-restaurant van Ramsay. In 2001 was Gordon Ramsay de eerste Schotse chef-kok die drie Michelinsterren won. In maart 2013 is het restaurant heropend na een herontwerp in art-decostijl.

## Omschrijving
Gordon Ramsay opende in 1998 Restaurant Gordon Ramsay als zijn eerste solo-restaurant. Op de locatie was voorheen restaurant La Tante Claire met een Michelin-ster gevestigd.
Restaurant Gordon Ramsay kreeg zijn derde Michelin-ster in 2001 waarmee Gordon Ramsay de eerste Schotse chef was die dat deed. In september 2006 werd een renovatie van £ 1,5 miljoen voltooid.
In 2015 werd Matt Abé benoemd tot chef de cuisine en sindsdien leidt hij het team.

## Ontvangst
In 2002 bezocht Giles Coren Restaurant Gordon Ramsay voor de lunch terwijl hij schreef voor Times Online. Hij vond dat de maaltijd zijn goede en slechte punten had en zei: "Misschien kan het 'beste restaurant van Groot-Brittannië' alleen maar teleurstellen. Als ik magie wil, moet ik misschien wachten tot Paul Daniels een restaurant opent". Hij gaf echter scores van negen voor executie, acht voor service en zeven voor "verbluffende tintelingen". Terry Durack van The Independent beoordeelde het restaurant in 2009 en beschreef het verstrekte eten als "klassiek koken; verfijnd, goed bewerkt en smaak eerst". In totaal gaf hij Restaurant Gordon Ramsay een score van zestien op twintig.
In 2009 viel het restaurant voor het eerst uit 's Werelds 50 Beste Restaurants van William Reed Business Media en haalde het de top 100 niet. In de 2011-editie van De restaurantgids van Harden staat Restaurant Gordon Ramsay op de zeventiende plaats in Londen in de "meest genoemde" ranglijst, een daling van de negende plaats in het voorgaande jaar. Het plaatste het restaurant ook in een van de twee hoogste plaatsen in de categorie "meest teleurstellende keuken". Harden's had het restaurant eerder vermeld als het duurste in het Verenigd Koninkrijk. The Good Food Guide noemt Restaurant Gordon Ramsay echter de op een na beste van het land, alleen overtroffen door The Fat Duck in Bray, Berkshire, en werd beschreven als 'het dichtst bij een restaurantervaring van wereldklasse die momenteel in de hoofdstad wordt aangeboden".